# Coscinia albeola
Coscinia albeola là một loài bướm đêm thuộc phân họ Arctiinae, họ Erebidae.